# Georges Perrier
Georges Perrier, född 1872, död 1946, var en fransk general och forskare.
Perrier utexaminerades från l'École polytechnique 1892. Perrier gjorde sin karriär vid artilleriet men hans huvudsakliga verksamhet faller inom geodesin och astronomin. Han deltog 1901-06 i den expedition till Sydamerika, som på uppdrag av Service geographique de l'armée hade till uppgift att bestämma meridianbågen vid ekvatorn, samt utförde sedermera geodetiska arbeten i Syrien, Marocko, med flera länder. Perrier har utgett ett stort antal publikationer av huvudsakligen geodetiskt innehåll. Han var sekreterare i den geodetiska sektionen av Internationella kommissionen för geodesi och geofysik.